# Clem Burke

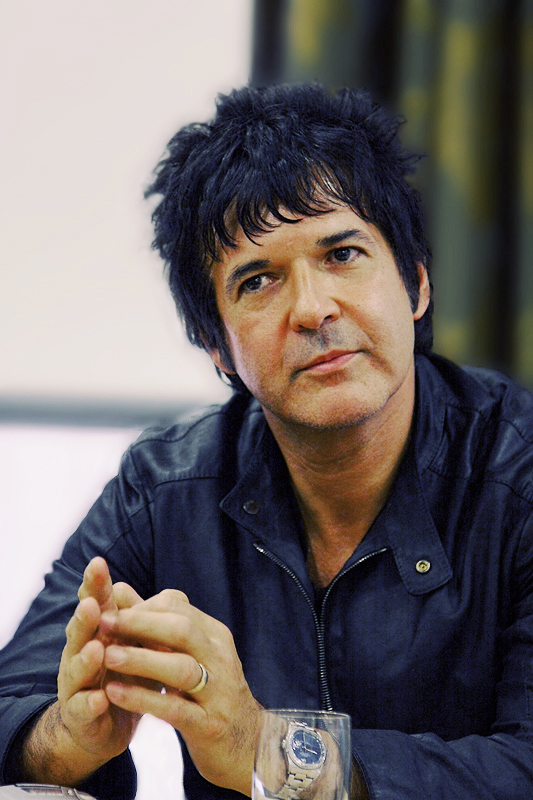
Clem Burke (2008)

Clement „Clem“ Burke (* 24. November 1954 in Bayonne, New Jersey als Clement Anthony Bozewski; †  6. April 2025) war ein US-amerikanischer Schlagzeuger. Er war Mitglied der Band Blondie und auch bei der Wiedervereinigung der Gruppe in den späten 1990er-Jahren dabei.

## Leben
In den 1980er und 1990er Jahren, als Blondie aufgelöst war, spielte Burke Schlagzeug unter anderem für Chequered Past, The Romantics (von 1990 bis 2004), Pete Townshend, Bob Dylan, die Eurythmics, Dramarama, Iggy Pop und Joan Jett. Auch bei den Ramones besetzte er für zwei Auftritte im August 1987 unter dem Namen „Elvis Ramone“ die nach dem plötzlichen Ausstieg Richie Ramones vakante Position des Schlagzeugers. Am 8. Oktober 2004 trat er erneut als Elvis Ramone gemeinsam mit Tommy und C. J. Ramone sowie Daniel Rey beim Ramones-Konzert Ramones Beat on Cancer auf (deutsch: „Die Ramones besiegen den Krebs“, eine Anspielung auf den Titel der Ramones Beat on the Brat und bezogen auf den Krebstod Johnny Ramones). 2004 und 2005 war er mit Nancy Sinatra auf Tournee.
Der Rolling Stone listete Burke 2016 auf Rang 61 der 100 größten Schlagzeuger aller Zeiten. Er starb im April 2025 im Alter von 70 Jahren an den Folgen einer Krebserkrankung.